# Taraxacum chirieanum
Taraxacum chirieanum là một loài thực vật có hoa trong họ Cúc. Loài này được Kitam. miêu tả khoa học đầu tiên năm 1942.